# شبرا للصناعات الهندسية
شركة شبرا للصناعات الهندسية أو مصنع 27 الحربي هي شركة مساهمة حكومية مصرية، إحدى شركات الهيئة القومية للإنتاج الحربي التابعة لوزارة الدولة للإنتاج الحربي، ظهرت الحاجة الماسة لوجــود صناعــة وطنية حربية بعد حرب 1948. تم انشاء شـركة شبرا للصناعات الهندسية بهدف انتاج ذخيرة الاسلحة الصغيرة بدءا“
من عيار (5.56 مم وحتى 12.7 مم)، قام الرئيس جمال عبد الناصر بافتتاح الشركة في 23 أكتوبر عام 1954
وتم إنتاج أول طلقة ذخيرة بايدى مصرية. تقوم الشركة ايضا بإنتاج المحركات الكهربية والأجهزة التى تقوم عليها.

## وصلات خارجية
- الموقع الرسمي للشركة.